# Rzut hakiem

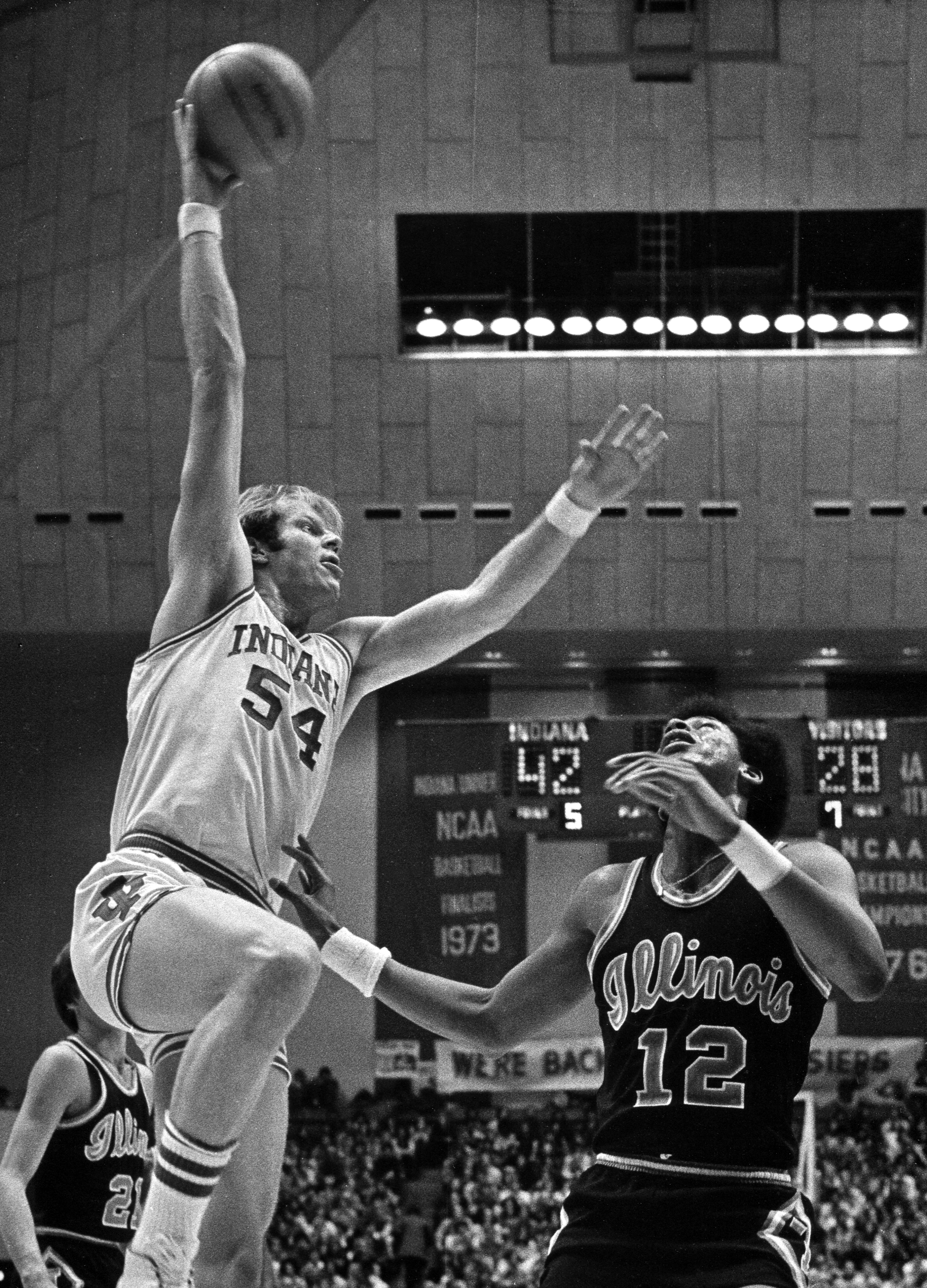
Rzut hakiem w wykonaniu Kenta Bensona (1977)

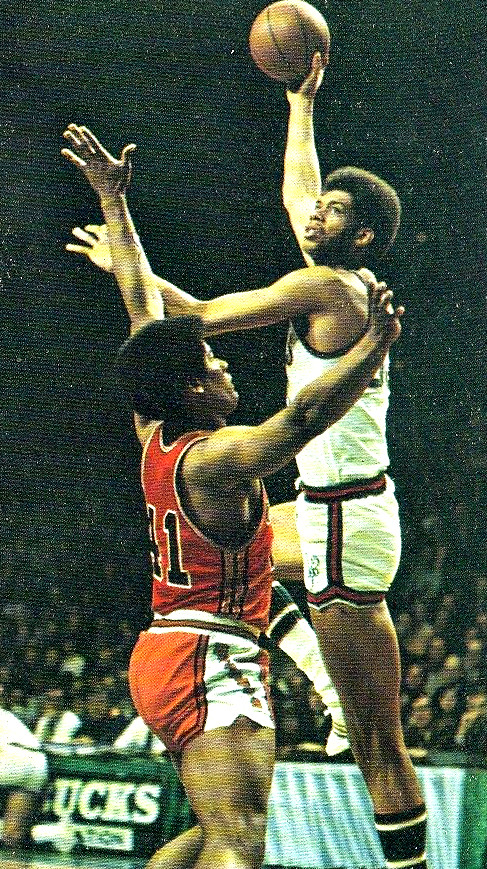
Rzut hakiem w wykonaniu Kareema Abdula-Jabbara (1971)

Rzut hakiem – sposób rzutu w koszykówce, polegający na tym, że zawodnik drużyny atakującej, zwykle obrócony prostopadle do kosza, delikatnie rzuca piłkę zamaszystym ruchem ręki w górę po łuku, który kończy się nad jego głową. W przeciwieństwie do rzutu z wyskoku, rzut hakiem wykonuje się tylko jedną ręką; druga ręka jest często używana do tworzenia przestrzeni między rzucającym a obrońcą. Rzut hakiem jest dość trudny do zablokowania, ale niewielu graczy opanowało rzut z odległości większej niż kilka metrów od kosza.
Rzut hakiem został podobno po raz pierwszy wykonany w oficjalnych meczach Mistrzostw Europy 1937 przez Pranasa Talzūnasa, koszykarza reprezentacji Litwy. Goose Tatum – były zawodnik drużyny koszykarskiej Harlem Globetrotters – jest często uznawany za pomysłodawcę rzutu hakiem; wykonywał go bez patrzenia na kosz. Rzut hakiem stał się później częstym sposobem zdobywania punktów, przez wielu graczy w National Basketball Association (NBA), w tym znanych gwiazd, takich jak George Mikan, Kareem Abdul-Jabbar, Magic Johnson, Vlade Divac, Wilt Chamberlain i Yao Ming.
W meczach pod auspicjami Międzynarodowej Federacji Koszykówki (FIBA), rzuty hakiem były ulubioną umiejętnością środkowych, zanim wsady stały się bardziej popularne, głównie ze względu na trudność blokowania takich rzutów.

## Podniebny hak
Członek Basketball Hall of Fame George Mikan, podczas gry na DePaul University w Chicago w połowie lat 40. XX wieku, wymyślił „podniebny” rzut hakiem, podobnie jak Jerry Lucas grający na Uniwersytecie Stanu Ohio w Columbus 15 lat później.
Rzut hakiem stał się znakiem rozpoznawczym Kareema Abdula-Jabbara, drugiego w historii najlepszego strzelca National Basketball Association, który potrafił rzucać hakiem z dużo większej odległości od kosza niż większość graczy. Większa odległość i wynikający z tego wyższy łuk rzutu doprowadziły określenia „podniebny hak”, które zostało zapoczątkowane podczas gry Abdula-Jabbara w Milwaukee Bucks. Relacjonujący mecz spiker radiowy drużyny, Eddiego Doucette’a, informował, że „ten hak był tak wysoki, że zbliżał się do nieba”. „Podniebny hak” był rzadko blokowany i udało się to tylko kilku graczom, takim jak Wilt Chamberlain i Manute Bol.
Magic Johnson użył podobnej techniki rzucania podczas finałów NBA w 1987 roku, którą nazwał „podniebnym haczykiem” na cześć kolegi z drużyny – Kareema Abdula-Jabbara.

## Rzut hakiem z wyskoku
Ze względu na coraz bardziej fizyczny charakter gry w obszarze ograniczonym, potocznie zwanym „trumną”, „rzut hakiem z wyskoku” stał się bardziej popularnym rodzajem rzutu hakiem i używany był lub jest przez wielu koszykarzy, w tym między innymi Shaquille’a O’Neala i Dwighta Howarda. Gracz wykonuje wyskok z miejsca obiema stopami i rzuca jedną ręką piłkę do kosza. Rzut hakiem z wyskoku zapewnia lepszą równowagę, a także szybsze wyrzucenie piłki, chociaż sam rzut nie jest oddawany z tak dużej wysokości.